# Orchestre national de Mulhouse

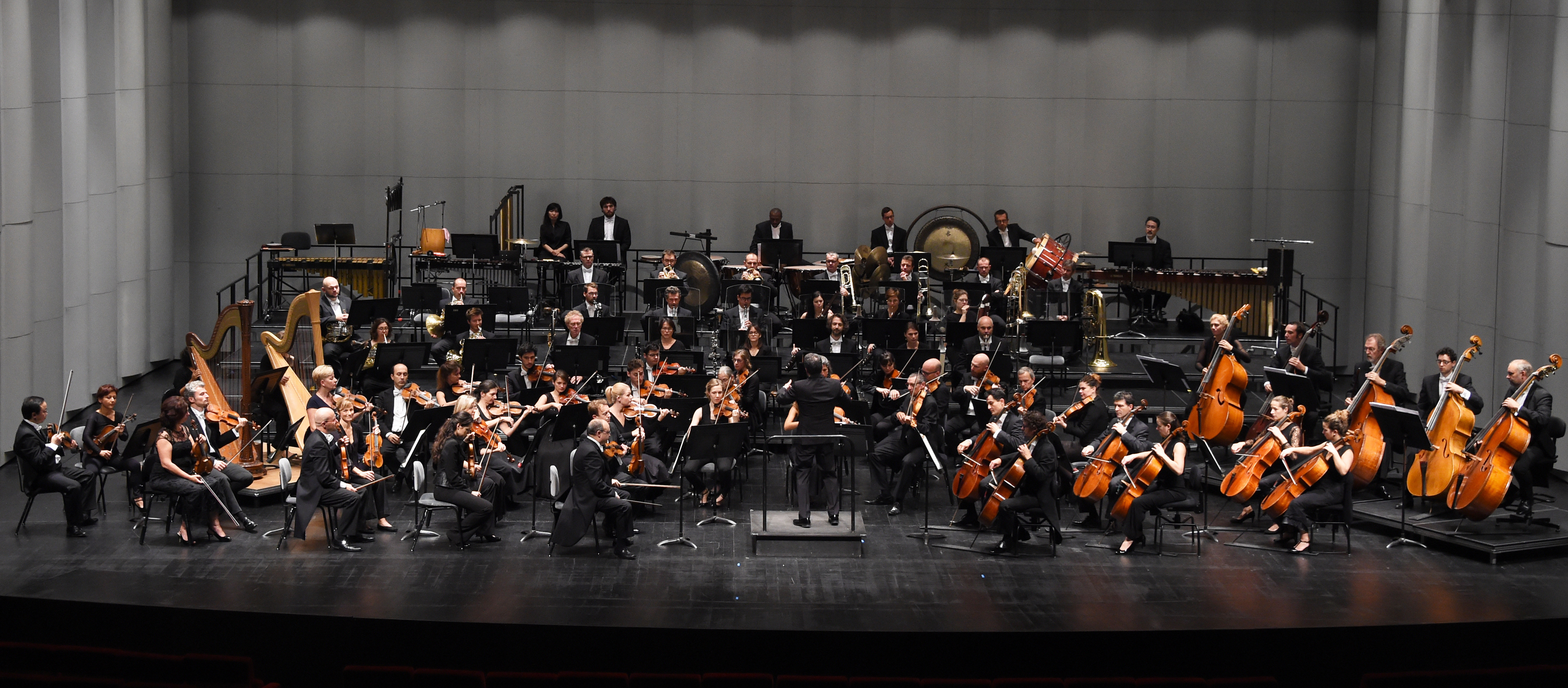
L'Orchestre symphonique de Mulhouse en octobre 2018.

L'Orchestre national de Mulhouse (ONM) est un orchestre symphonique français, labellisé orchestre national depuis 2024 et composé de 56 musiciens. Il s'agit d'un des deux orchestres titulaires de l'opéra national du Rhin aux côtés de l'orchestre philharmonique de Strasbourg.

## Histoire
L'Orchestre symphonique de Mulhouse (OSM) tire ses origines du petit orchestre municipal fondé en 1867 dans la cité alsacienne. En 1972, il devient Orchestre Régional de Mulhouse, puis, en 1979, Orchestre Symphonique du Rhin et, enfin, Orchestre Symphonique de Mulhouse.
L'Orchestre symphonique de Mulhouse (OSM) constitue un véritable ambassadeur culturel en Alsace, en France et bien au-delà.
Chaque saison, l'Orchestre symphonique de Mulhouse (OSM) propose :
- des concerts symphoniques à La Filature-scène nationale Mulhouse
- des concerts de musique de chambre
- des ciné-concerts
- des concerts famille
- 4 concerts diVin, alliance du vin et de la musique

L'OSM participe également à la programmation lyrique et chorégraphique de l’Opéra national du Rhin.

### Une aventure au-delà de l'Alsace
Outre ses concerts sur la scène nationale de la Filature, l'Orchestre symphonique de Mulhouse (OSM) propose des concerts dans toute la région Grand Est. Véritable ambassadeur culturel, il rayonne bien au-delà de l'Alsace, dans des tournées nationales et internationales.

### Une aventure humaine
Les musiciens de l’Orchestre poursuivent leur action de transmission et partagent leur passion avec les mélomanes de demain. Chaque année, plus de 10 000 jeunes découvrent avec eux la musique classique et l’univers d’un orchestre symphonique, à travers de multiples actions. Des tout-petits de 0 à 3 ans au lycée, pas une tranche d’âge n’est laissée de côté !

### Un orchestre soutenu
L'Orchestre symphonique de Mulhouse est soutenu par le ministère de la Culture et de la communication et la Direction régionale des affaires culturelles d'Alsace (Drac), ainsi que par le Conseil départemental du Haut-Rhin. En 2024, l'Orchestre symphonique de Mulhouse reçoit le label "Orchestre national en région" du ministère de la culture.
Il travaille en partenariat avec la Filature - scène nationale, l'Opéra national du Rhin, le Conservatoire de musique, danse et art dramatique de Mulhouse, les bibliothèques-médiathèques de Mulhouse, le journal L'Alsace, la radio Accent 4, Ircos et l’Association du passeport des musées du Rhin supérieur.

## Directeurs musicaux depuis 1975
- Paul Capolongo (1975-1985)
- Luca Pfaff (1986-1996)
- Cyril Diederich (1996-2005)
- Daniel Klajner (2005-2011)
- Gwennolé Rufet (directeur musical et artistique par intérim 2011-2013)
- Patrick Davin (2013-2018)
- Jacques Lacombe (2018-2021)
- Christoph Koncz (en) (2023-)

## Discographie
- Glanzberg (Holocaust Lieder, Suite Yiddish), Roman Trekel (baryton) - direction Daniel Klajner
- Airs d’opéras français et italiens (Rossini, Ponchielli, Leoncavallo, Saint-Saëns, Bizet) - Maria-Riccarda Wesseling (mezzo-soprano), direction Daniel Klajner
- Chansons de toujours (Plaisirs d’amour, Le Temps des cerises, La chanson des blés d’or…) - José Van Dam (baryton), direction Cyril Diederich
- Strauss / Sonzogno (Valses, polkas et autres danses) - direction Lucas Pfaff